# Oneirodes anisacanthus
Oneirodes anisacanthus es una especie de pez del género Oneirodes, familia Oneirodidae, orden Lophiiformes. Fue descrita científicamente por Regan en 1925.
Especie inofensiva para el ser humano. Puede alcanzar los 1500 metros de profundidad.

## Descripción
Su longitud estándar es de 1,3-17,3 centímetros.

## Distribución
Se distribuye por el Atlántico nororiental.